# 宋鳳海
宋 鳳海（ソン・ボンヘ、朝鮮語: 송봉해、1889年12月18日 - 1971年4月26日）は、日本統治時代の朝鮮の医師、教員、独立運動家、大韓民国の医師、政治家。制憲韓国国会議員。

## 経歴
ソウル市東大門区または全南海南出身。京城儆新学校特別科、京城中央基督教青年学館中学科卒。永信小学校教員を経て延禧専門学校入学、セブランス医学専門学校（現・延世大学校）卒業（または中退）。医専在学中に三・一運動に参加して逮捕され、西大門刑務所で3年間過ごした。出獄後は医専を卒業し、セブランス医専付属病院で多年間勤務し、元山基督教青年会長、元山韓人医師会長を経て、1932年に海南郡に高麗医院を開業した。光復後は海南郡米軍政顧問、海南公立中学期成会会長、大韓独立促成国民会海南郡支部長、韓国民族代表者大会海南郡代表、大同青年団名誉会長、総選挙対策委員会海南郡委員長を務めた。1948年の初代総選挙で当選した後、時局収拾対策委員長を務めた。
政界引退後はまた海南郡で病院を開業した。1971年4月26日、海南郡海南邑の自宅にて死去。